# Эсакия, Николай Михайлович
Никола́й Миха́йлович Эса́кия (груз. ნიკოლოზ მიხეილის ძე ესაკია; 6 ноября 1906 года — апрель 1987 года) — советский хозяйственный, государственный и политический деятель, заместитель генерального директора и руководитель шахтостроительных работ Советско-германского акционерного общества «Висмут» Главного управления советского имущества за границей при Совете Министров СССР (Германия), Герой Социалистического Труда (1949).

## Биография
Pодился 6 ноября 1906 года в Поти (ныне — край Самегрело-Верхняя Сванетия, Грузия) в семье революционера Михаила Виссарионовича Эсакия. Грузин. Член КПСС.
В 1931 году окончил политехнический факультет Тбилисского государственного университета, учился также в Московской горной академии. В 1931—1933 годах работал инженером сначала на баритовых месторождениях в Грузинской ССР, затем в проектной организации «Закгоспроект» (Тбилиси).
С 1933 года работал в Москве на строительстве Московского метрополитена сменным инженером и начальником участка. В конце 1930-х годов был уже начальником строительства станций метрополитена «Красные Ворота», «Маяковская» и «Новослободская», не имевших аналогов в инженерной практике 1930—1940-х годов.
В начале Великой Отечественной войны в 1941—1942 годах выполнял особо важное правительственное задание в городе Куйбышеве (ныне Самара) по строительству комплекса подземного узла управления Вооружёнными Силами, в котором также должно было при необходимости располагаться правительство СССР и Ставка Верховного Главнокомандования во главе с И. В. Сталиным (бункер). С 1942 года — начальник шахты в городе Узловая.
В 1943—1945 годах — заместитель начальника Главтоннельстроя. В этот период в наряду с продолжением работы по строительству Московского метрополитена Н. М. Эсакия руководил сооружением сверхсложной трассы тоннелей и ширококолейной железной дороги на участке Сухуми — Гагра, сыгравшей важную роль в обороне Кавказа; восстановительными работами на тоннелях и других объектах железнодорожного а автомобильного транспорта на освобождённых территориях. Под его руководством были построены несколько тоннелей на Черноморской железной дороге, для ускорения доставки грузов советским войскам на южном участке советско-германского фронта.
С 1946 года руководил выполнением особо важных заданий в рамках атомного проекта СССР. В 1946—1950 годах — заместитель директора и руководитель шахтостроительных работ в советско-германском акционерном обществе «Висмут» на территории Германии. Тогда «Висмут» был единственным предприятием, обеспечивающим страну урановой рудой (остальные комбинаты только начинали строиться или ещё проектировались). Первая советская атомная бомба, успешно испытанная в августе 1949 года, была создана из полученного «Висмутом» сырья.
С февраля 1950 года — заместитель начальника строительства № 994 по горно-проходческим работам. В сентябре 1951 года назначен заместителем начальника Управления горно-металлургических предприятий МВД СССР — начальником Горного управления. Находясь на этом высоком посту, он решал множество сложнейших практических задач.
Крупнейшим делом его жизни стало строительство уникального Горно-химического комбината (ГХК) в городе Красноярск-26 (ныне Железногорск Красноярского края) для выработки оружейного плутония. В целях обеспечения надёжного укрытия от авиации вероятного противника комбинат строился в толще Атамановского кряжа Саянских гор. Другого сопоставимого промышленного объекта в мире нет, в состав комбината входит реакторный завод (по существу, подземная атомная электростанция), ряд заводов.
Под руководством Н. М. Эсакия был выполнен огромный объём работ. Общая протяженность и площадь выполненных на глубине свыше 200 метров дорог, цехов, реакторных залов и переходов в несколько раз превышают современные показатели Московского метрополитена. Некоторые производственные помещения достигали высоты 72 метра и длину до 105 метров. Общий объём вынутой горной породы составил более 15 миллионов кубометров. На строительстве работали несколько десятков тысяч специалистов, рабочих и заключённых.
Первый подземный атомный реактор вступил в строй в 1956 году и заглушен только в конце 2000-х годов.
В июле 1960 года переведён из Железногорска в Москву и назначен заместителем начальника Главтоннельстроя в Министерстве транспортного строительства СССР. С 1970 года — начальник строительства ИнгуриГЭС в Грузинской ССР. С 1973 года — главный технолог и консультант Тбилтоннельстроя, на этой должности оказывал большую помощь в строительстве Тбилисского метрополитена.
Член ВКП(б)/КПСС. Избирался делегатом XXIV съезда КПСС (1971), XXIV съезда Компартии Грузии (1971); депутатом Верховного Совета Грузинской ССР 8-го созыва (1971—1975), Железногорского городского совета депутатов трудящихся, членом городского[какого?] комитета КПСС.
Жил в Тбилиси. Умер в апреле 1987 года (сообщение опубликовано 14-го числа).
Генерал-директор пути и строительства 3-го ранга (1943).
Генерал-директор пути и строительства 2-го ранга (28.07.1953).

## Награды и премии
- Указом Президиума Верховного Совета СССР («закрытым») от 29 октября 1949 года за исключительные заслуги перед государством при выполнении специального задания Эсакия Николаю Михайловичу присвоено звание Героя Социалистического Труда с вручением ордена Ленина и золотой медали «Серп и Молот»[1].
- три ордена Ленина (2.6.1944; 29.10.1949; 7.3.1962)
- орден Отечественной войны I степени (29.7.1945)
- орден Трудового Красного Знамени (20.4.1971),
- орден «Знак Почёта» (8.5.1942)
- медали[1].
- Ленинская премия
- Сталинская премия первой степени(1949) — за руководство развитием и освоением новой рудной базы урана
- заслуженный инженер Грузинской ССР[1].